# Доњи Проложац
Доњи Проложац је насељено место и седиште општине Проложац, Сплитско-далматинска жупанија, Република Хрватска.

## Географски положај
Налази се у Далмацији, 5 км северозападно од Имотског.

## Историја
До територијалне реорганизације у Хрватској налазио се у саставу старе општине Имотски.

## Становништво
На попису становништва 2011. године, Доњи Проложац је имао 1.511 становника.
| Број становника по пописима | Број становника по пописима | Број становника по пописима | Број становника по пописима | Број становника по пописима | Број становника по пописима | Број становника по пописима | Број становника по пописима | Број становника по пописима | Број становника по пописима | Број становника по пописима | Број становника по пописима | Број становника по пописима | Број становника по пописима | Број становника по пописима | Број становника по пописима |
| --------------------------- | --------------------------- | --------------------------- | --------------------------- | --------------------------- | --------------------------- | --------------------------- | --------------------------- | --------------------------- | --------------------------- | --------------------------- | --------------------------- | --------------------------- | --------------------------- | --------------------------- | --------------------------- |
| 1857                        | 1869                        | 1880                        | 1890                        | 1900                        | 1910                        | 1921                        | 1931                        | 1948                        | 1953                        | 1961                        | 1971                        | 1981                        | 1991                        | 2001                        | 2011                        |
| 1.324                       | 1.172                       | 1.454                       | 1.779                       | 2.125                       | 2.468                       | 1.946                       | 2.120                       | 2.127                       | 2.898                       | 3.018                       | 1.391                       | 1.182                       | 1.630                       | 1.680                       | 1.511                       |

Напомена: У 1991. смањено издвајањем дела подручја у самостално насеље Пострање, за које садржи податке у 1953. и 1961. У 1869. и 1921. садржи податке за насеље Шумет. У 1869. и 1921. садржи део података за насеље Криводол (општина Подбабље). Насеља под именом Доњи Проложац и Горњи Проложац исказују се од 1948. До 1931. исказивано је насеље под именом Проложац. За то бивше насеље садржи податке у наведеном периоду. Види напомену код насеља Горњи Проложац.

### Попис1991.
На попису становништва 1991. године, насељено место Доњи Проложац је имало 1.630 становника, следећег националног састава:
| Попис 1991.‍   | Попис 1991.‍ | Попис 1991.‍ | Попис 1991.‍ | Попис 1991.‍ |
| ------------- | ----------- | ----------- | ----------- | ----------- |
|               |             |             |             |             |
| Хрвати        | Хрвати      |             | 1.562       | 95,82%      |
| Срби          | Срби        |             | 52          | 3,19%       |
| Југословени   | Југословени |             | 2           | 0,12%       |
| Словенци      | Словенци    |             | 1           | 0,06%       |
| остали        | остали      |             | 7           | 0,42%       |
| непознато     | непознато   |             | 6           | 0,36%       |
| укупно: 1.630 |             |             |             |             |